# Jonathan Soeharno
Jonathan Emanuël Soeharno (Den Haag, 27 juli 1977) is een Nederlands advocaat, hoogleraar en politicus namens het Christen-Democratisch Appèl (CDA).

## Jeugd en opleiding
Na het behalen van zijn gymnasiumdiploma duurde het twee jaar voordat Soeharno aan de rest van zijn opleiding begon. In die periode reisde hij door de Verenigde Staten, waar hij vrijwilligerswerk deed en bassist was van een band. Tussen 1997 en 2003 studeerde hij theologie aan de Universiteit Utrecht gevolgd door vijf jaar rechtsgeleerdheid. Tegelijkertijd studeerde Soeharno filosofie aan de Radboud Universiteit en de Westfaalse Wilhelms-Universiteit in Münster van 2000 tot 2005. Hij promoveerde in 2009 in de rechtsgeleerdheid aan de Universiteit Utrecht op een proefschrift getiteld The integrity of the judge: a philosophical inquiry. Ook was hij gastdocent bij Pembroke College, onderdeel van de Universiteit van Cambridge, in 2006.

## Carrière
Soeharno werd in 2008 advocaat bij De Brauw Blackstone Westbroek in Amsterdam. Aanvankelijk werkte hij voor de afdeling geldwezen, maar later legde hij zich toe op integriteit, ESG-criteria, mensenrechten en tucht- en bestuurszaken. Ook begon hij ethiek, oordeelsvorming en tuchtrecht te onderwijzen bij het Studiecentrum Rechtspleging (SSR) in het daaropvolgende jaar, werd hij een onderzoeker op het gebied van rechterlijke integriteit bij het Montaigne Centrum voor Rechtspleging en Conflictoplossing van de Universiteit Utrecht en was hij een redactielid van het Netherlands Journal of Legal Philosophy.
In 2012 werd Soeharno benoemd als hoogleraar "rechtspleging in rechtsfilosofisch perspectief" aan de Universiteit van Amsterdam. Hij wijdde zijn inaugurele rede aan de groeiende interesse in eden. Hij bleef actief als advocaat en als docent bij het SSR en hij nam later ook een baan als raadsheer-plaatsvervanger bij de handelskamer van het Gerechtshof 's-Hertogenbosch. Bij de universiteit ging Soeharno in 2013 aan de slag als lid van de commissie wetenschappelijke integriteit en was hij van 2015 tot 2021 programmadirecteur van het Honours College of Law. Tijdens een conferentie pleitte Soeharno voor het betrekken van theologen bij het opstellen van nieuwe wetten om wetgeving zo rechtvaardiger te maken.
Bij de verkiezingen voor de Eerste Kamer in 2019 stond Soeharno op de tiende plaats van de kandidatenlijst van het CDA, wat één plaats te laag was om gekozen te worden. Toen Ben Knapen in 2021 de Eerste Kamer verliet in verband met zijn benoeming als demissionair minister van Buitenlandse Zaken in het kabinet-Rutte III, volgde Soeharno hem op; hij werd op 28 september 2021 geïnstalleerd en was lid van de commissie voor Economische Zaken en Klimaat / Landbouw, Natuur en Voedselkwaliteit en van de commissie voor Sociale Zaken en Werkgelegenheid. Hij behield al zijn overige functies behalve die van raadsheer-plaatsvervanger. Op 2 februari 2022 trad Soeharno af als lid van de Eerste Kamer om plaats te maken voor Ben Knapen wiens functie als lid van het kabinet beëindigd was na het aantreden van het kabinet-Rutte IV. Toen minister voor Rechtsbescherming Franc Weerwind hervormingen van het toezicht op de advocatuur voorstelde aan het parlement, was Soeharno een van de ruim twintig ondertekenaars van een brief waarin zij plannen bekritiseerden om een landelijke toezichthouder onder de Nederlandse orde van advocaten te laten opereren. Zij verzochten om het orgaan onafhankelijke te maken.
Soeharno was bij de Eerste Kamerverkiezingen van 2023 wederom de tiende kandidaat van het CDA. De partij behaalde zes zetels.

## Nevenfuncties
Soeharno heeft verscheidene nevenfuncties naast zijn baan gehad. Hij is voorzitter van de raad van advies van de Protestantse Theologische Universiteit (sinds 2015), de raad van toezicht van het Ronald McDonald Kinderfonds (sinds 2014) en de raad van toezicht van het Centre for Organisational Integrity (sinds 2019). Bovendien is en was hij lid van de Commissie Loorbach (2016-2018), die adviseerde over aanpassingen van de gedragsregels van de Nederlandse orde van advocaten, het Hof van Discipline (sinds 2020), de raad van toezicht van de Radboud Universiteit (2021), de tuchtcommissie van het Dutch Securities Institute (2017-2021), de adviescommissie beurzen van het Prins Bernhard Cultuurfonds (sinds 2021) en een commissie die het kabinet adviseerde over de artikel 57 van de Grondwet.

## Privéleven
Soeharno is half-Indonesisch.